# Lohner C.I
Il Lohner C.I fu un aereo da ricognizione biposto, monomotore e biplano, sviluppato dall'azienda austro-ungarica Jacob Lohner & Co. AG negli anni dieci del XX secolo.
Sviluppo del Lohner B.VII, dal quale si distingueva essenzialmente per una diversa ala e per la motorizzazione più potente, venne adottato dalla k.u.k. Luftfahrtruppen, l'aeronautica militare austro-ungarica, che lo utilizzò in missioni di ricognizione aerea e bombardamento durante le prime fasi della prima guerra mondiale, relegandolo ad in carichi di seconda linea appena disponibili modelli più efficaci.

## Tecnica
Il Lohner C.I manteneva l'aspetto generale, per l'epoca convenzionale, tipica dei modelli pari ruolo contemporanei ed in particolare della serie Pfeilflieger (letteralmente, volatore a freccia), definizione data dall'azienda a tutta la serie B-Typ: monomotore in configurazione traente, biposto, con fusoliera realizzata interamente in legno, velatura biplana e carrello fisso.
La fusoliera, a sezione rettangolare realizzata con struttura in legno e rivestita con pannelli in compensato, tranne che nella parte anteriore, in metallo, era caratterizzata da un unico lungo abitacolo aperto dotato di parabrezza con al suo interno due posti collocati in tandem, l'anteriore destinato al pilota ed il posteriore all'osservatore con mansioni anche di mitragliere. Posteriormente terminava in un impennaggio classico monoderiva caratterizzato dall'elemento verticale di forma squadrata abbinato al lungo elemento orizzontale, sdoppiato, a pianta triangolare e controventato superiormente, dotato di un unico elemento mobile.
La configurazione alare era biplano-sesquiplana a scalamento positivo, con l'ala superiore, montata alta a parasole, di apertura leggermente più ampia dell'inferiore spostata verso coda, montata bassa sulla fusoliera; entrambe le ali erano caratterizzate da un leggero angolo di freccia. Le due superfici erano collegate tra loro da una doppia coppia di montanti interalari, due per lato, integrati da tiranti in cavetto d'acciaio.
Il carrello d'atterraggio era un semplice biciclo anteriore fisso caratterizzato da ruote di grande diametro collegate tra loro da un assale rigido ed alla fusoliera da un castello tubolare, integrato posteriormente da un pattino d'appoggio collocato sotto la coda.
La propulsione era affidata ad un motore Austro-Daimler 6, un 6 cilindri in linea raffreddato a liquido capace di erogare una potenza, in quella versione, pari a 160 PS (118 kW), posizionato longitudinalmente all'apice anteriore della fusoliera, ed abbinato ad un'elica bipala in legno a passo fisso.
L'armamento era costituito da una, o occasionalmente due, mitragliatrice Schwarzlose M.07/12 calibro 8 mm, normalmente montata su supporto brandeggiabile ad anello nell'abitacolo posteriore, alla quale era abbinata una seconda montata in caccia, posizionata centralmente all'interno di una piccola gondola sopra l'ala superiore a disposizione del pilota.

## Versioni
Lohner C.I (Serie 18)
primo lotto avviato alla serie, versione da ricognizione e bombardamento leggero
Lohner C.I (Serie 18.5)
secondo lotto avviato alla serie, versione alleggerita destinata a missioni di ricognizione, bombardamento leggero ed all'addestramento equipaggiata di armamento.

## Utilizzatori
Austria-Ungheria
- k.u.k. Luftfahrtruppen